# 崔渙
崔渙（707年—769年1月14日），字休明，恒州井陉县（今河北省石家庄市井陉县）人，祖籍博陵郡安平县（今河北省衡水市安平县），出自博陵崔氏定著六房之一的博陵大房，唐朝政治人物。

## 生平
崔渙是博陵郡王崔玄暐之孫，礼部侍郎崔璩之子。崔渙博涉經籍，長於議論。曾為萬年尉，貶桐廬縣丞。累遷尚書司門員外郎、巴西郡太守。安史之亂時，唐玄宗入蜀。至巴西；崔渙迎謁，受房琯推薦，當日即拜門下侍郎、同平章事。後來与韦见素、房琯護送传国玉玺给唐肃宗。肃宗及後任其为江淮宣谕选补使。崔渙後又历任大理卿、吏部侍郎、御史大夫、檢校工部尚書。大曆三年八月，因事崔渙被贬道州刺史。同年十二月二日（769年1月14日），崔渙在道州去世，虚岁六十三。大历五年二月三日（770年3月4日），崔涣的第三任夫人荥阳郑氏与长子前任金部员外郎崔纵、幼子前任密县县尉崔捷将崔涣葬于东都邙山金谷原。贞元七年秋九月壬午（791年10月26日），崔涣的儿子京兆府三原县县丞崔杨、孙子前任渭南县县尉崔元方打开崔涣墓穴，十月丁酉（791年11月10日）将华阴郡太夫人荥阳郑氏以及继夫人陇西李氏与崔涣合葬。
關於崔渙的為人，穆员的《相国崔公（涣）墓志铭》中對崔渙被貶之原因有此記載：“大历中，元载颛政，中外附之。公对敭内庭，数其不赦之罪，……未几有道州之役。”宋代史學家司马光在《温公续诗话》中對崔渙亦有描述：“抑人以远谤，吾所不为。”

## 家庭

### 曾祖
- 崔行谨，唐朝幽州都督[1]

### 祖父
- 崔玄暐，唐朝中书令、博陵文贞王[1]

### 父亲
- 崔璩，唐朝礼部尚书、博陵王[1]

### 夫人
- 荥阳郑氏，原配，出自北祖第二房，慈州刺史郑舒孙女，颍川郡太守郑长裕之女，封华阴郡太夫人，生崔纵[1]
- 陇西李氏，继室，出自姑臧大房，舒州刺史李绍孙女，羽林录事参军李晃之女，生崔捷[1]
- 荥阳郑氏[1]

### 子女
- 崔摐，御史大夫、恆山忠公
- 崔捷，萬年县县尉
- 崔揚，三原县县丞

## 延伸阅读
[在维基数据编辑]
 《舊唐書·卷108》，出自刘昫《舊唐書》